# U-21-Faustball-Europameisterschaft 2008
Die 9. Faustball-Europameisterschaft für U21-Mannschaften fand 2008 in Karlsdorf (Deutschland) zeitgleich mit der Europameisterschaft 2008 für Frauen statt. Deutschland war zum dritten Mal Ausrichter der Faustball-Europameisterschaft der U21-Mannschaften.

## Vorrunde
Spielergebnisse
| 27.09.2008 | Deutschland | – | Italien    | 3:0 | (11:8, 11:5, 11:7)               |
| 27.09.2008 | Schweiz     | – | Österreich | 3:0 | (11:6, 11:8, 11:7)               |
| 27.09.2008 | Deutschland | – | Österreich | 3:2 | (8:11, 12:10, 7:11, 11:7, 12:10) |
| 27.09.2008 | Schweiz     | – | Italien    | 3:0 | (11:8, 11:5, 11:3)               |
| 27.09.2008 | Deutschland | – | Schweiz    | 3:2 | (11:7, 13:11, 5:11, 8:11, 11:9)  |
| 27.09.2008 | Österreich  | – | Italien    | 3:0 | (11:6, 11:8, 11:5)               |

## Halbfinale
Der Sieger der Vorrunde war direkt für das Finale qualifiziert, der Zweite und der Dritte spielten im Halbfinale um den Finaleinzug.
| 28.09.2008 | Schweiz | – | Österreich | 3:0 | (12:10, 11:3, 11:7) |

## Finalspiele
| Spiel um Platz 3 | Spiel um Platz 3 | Spiel um Platz 3 | Spiel um Platz 3 | Spiel um Platz 3 | Spiel um Platz 3          | Spiel um Platz 3 |
| ---------------- | ---------------- | ---------------- | ---------------- | ---------------- | ------------------------- | ---------------- |
| 28.09.2008       | Österreich       | –                | Italien          | 3:0              | (12:10, 11:7, 11:9)       |                  |
| Finale           |                  |                  |                  |                  |                           |                  |
| 28.09.2008       | Deutschland      | –                | Schweiz          | 3:1              | (5:11, 13:11, 11:6, 11:0) |                  |

## Platzierungen
| Rang | Land        |
| ---- | ----------- |
| 1.   | Deutschland |
| 2.   | Schweiz     |
| 3.   | Österreich  |
| 4.   | Italien     |